# Estación de Saint-Just-en-Chaussée
La estación de Saint-Just-en-Chaussée es una estación ferroviaria francesa, de la línea férrea París-Lille, situada en la comuna de Saint-Just-en-Chaussée, en el departamento de Oise. Por ella transitan tranto trenes de media distancia como regionales que unen París y Amiens.

## Situación ferroviaria
La estación se encuentra en el punto kilométrico 79,515  de la línea férrea París-Lille. Antiguamente la estación era un nudo ferroviario por donde pasaban hasta cuatro líneas, sin embargo, todas eran de carácter menor y fueron desmanteladas. 

## Historia
Fue inaugurada en 1846 por parte de la Compañía de ferrocarriles del Norte. En 1937, la estación pasó a ser explotada por la SNCF. 

## La estación
La estación dispone de dos andenes, uno lateral y otro central al que acceden tres vías. El cambio de andén se realiza gracias a un paso subterráneo. Posee máquinas expendedoras de billetes y taquillas abiertas todos los días en horario comercial. 

## Servicios ferroviarios

### Media distancia
Los intercités unen el siguiente trayecto:
- Línea Amiens - París

### Regionales
Los trenes TER regionales unen también la línea:
- Línea Amiens - París